# Borowik (powiat goleniowski)
Borowik (niem. Forsterei Pribbernow)  – osada leśna w Polsce położona w województwie zachodniopomorskim, w powiecie goleniowskim, w gminie Przybiernów.
W latach 1975–1998 miejscowość administracyjnie należała do województwa szczecińskiego.